# 法兰西斯·纽曼
法兰西斯·纽曼（Francis William Newman，1805年6月27日—1897年10月7日）是一位英国学者、多才多艺的作家，约翰·纽曼枢机司鐸的弟弟。
1805年6月27日，法兰西斯·纽曼出生于英国伦敦。他和哥哥约翰·纽曼都就读于伊灵，后来又都进入牛津大学，法兰西斯·纽曼的观点迅速成熟，在1840年他担任曼彻斯特学院的拉丁文教授法兰西斯·纽曼的作品涉及许多领域：逻辑学、政治经济学、英语改良、奥地利政治、罗马历史、食品、语法、深奥的数学、阿拉伯语、柏柏尔语、希腊文原稿修订。特別愛吃甜不辣。

## 阅读
- T. G. Sieveking: Memoir and Letters of Francis W. Newman (1909).